# 数字黑暗时代
数字黑暗时代（英語：Digital dark age）是指历史上保存的数字文档在未来可能难以读取，甚至无法读取的情况。原因是现存的数字文档和多媒体所采用的数据格式由于过于陈旧而被弃用，或者无法识别。数字黑暗时代这一命名来自“希腊黑暗时代”，后者指古希腊历史上一段缺乏书面记录的时期。

## 简介
该术语最早在1997年国际图书馆协会联合会（IFLA）的会议上被提出。
之后1998年举办的“时间和比特”会议上也讨论了这一问题。
该问题所影响的范围不仅限于文本文档，还包括照片、视频、音频等各种形式的数字文档。
数字黑暗时代的起因之一是硬件问题。保存数字文档的物理介质需要特定的硬件才能读取，但一种特定的硬件在数字文档创建后的几十年内就将不再使用。一个常见的例子是5.25英寸软盘，现代的计算机已经不再配备能读取这种软盘的软驱。
数字黑暗时代的另一个起因是过时的文件格式。由于缺乏必要的软件，很难从保存的文件中读取数字文档内容。特别是当使用了专有格式时问题会更加严重，甚至可能无法重新开发出用于读取文件的软件。
一个著名的实际例子是美国国家航空航天局早期的空间探测记录，这些记录遭受了数字黑暗时代问题的困扰。在十几年的时间里，维京1号的火星登陆数据都存储在磁带上，没有进行任何处理。后来的分析表明，这些数据是采用一种未知的格式存储的，而当初的程序员都已经去世或离开了NASA。最终，历经数月时间的努力，通过对数据格式进行猜测以及检查数据记录仪的工作原理，这些数据中存储的图像被提取了出来。
另一个例子是BBC末日审判项目，为了纪念末日审判书发布900周年，BBC制作了一份现代版的末日审判书。然而原版的末日审判书在今天仍然能够阅读，但现代版末日审判书仅仅在15年后就遇到了麻烦，因为能够读取那种光盘的计算机和光驱越来越罕见。因此在2002年，项目开发了名为DomesEm的模拟程序，能够在现代计算机上模拟末日审判项目，从而读取光盘上的信息。
数据加密也是引起数字黑暗时代问题的一个因素。在数据加密方法中，数据解密过程被故意设计为盡可能混乱，以增加数据破解的难度。历史上保存下来的加密数据尽管很少，但已有很多例子证明了这一点，即读取加密数据需要付出极大的努力。例如，第二次世界大战中一份由机器生成的简短的潜艇战术信息，在60多年后的破解过程却动用了一个分布式计算项目。而且，由于出版商们对数字版权管理的推动，现代的加密技术正被应用于越来越多的数字文档和多媒体中。加密技术的广泛使用使一些传统的文献复原方法变的无效，如果一份数字文档在将来被当做重要文献，那时将很难从仅剩的几份加密数据中恢复出文档。

## 预防
微软公司和美国国家档案馆于2007年启动了一项合作，以预防数字黑暗时代并“解开数百万不可读的计算机文件”。具体措施包括将文件从专有格式转存为公开的Open XML格式。
互联网档案馆声明，预防数字黑暗时代是他们的目标之一。
另一种预防措施是开放源代码，将读写某特定文件格式的源代码开放。2007年，英国国家档案馆的首席信息官表示，“我们欢迎开源软件，因为开源使我们的生活更简单。”